# Samuel Hernanz
Samuel Hernanz Obrador (Tarbes, Francia, 15 de abril de 1986) es un deportista español que compite en piragüismo en eslalon en la categoría de K1.
Ganó una medalla de oro en el Campeonato Mundial de Piragüismo en Eslalon de 2019 y tres medallas en el Campeonato Europeo de Piragüismo en Eslalon entre los años 2011 y 2016.
Participó en los Juegos Olímpicos de Londres 2012, ocupando el quinto lugar en la prueba de K1.

## Palmarés internacional
| Campeonato Mundial | Campeonato Mundial             | Campeonato Mundial | Campeonato Mundial |
| Año                | Lugar                          | Medalla            | Competición        |
| ------------------ | ------------------------------ | ------------------ | ------------------ |
| 2019               | Seo de Urgel (España)          | Medalla de oro     | K1 por equipos     |
| Campeonato Europeo |                                |                    |                    |
| Año                | Lugar                          | Medalla            | Competición        |
| 2011               | Seo de Urgel (España)          | Medalla de plata   | K1 individual      |
| 2014               | Viena (Austria)                | Medalla de bronce  | K1 individual      |
| 2016               | Liptovský Mikuláš (Eslovaquia) | Medalla de bronce  | K1 por equipos     |